# Bandera del Brasil
La Bandera del Brasil està formada per un disc blau que representa un cel estrellat (que inclou la Creu del Sud) abastat per una cinta corba inscrita amb el lema nacional "Ordem e Progresso" ("Ordre i progrés"), dins d'un rombe groc sobre un camp verd. El disseny original, amb 21 estels, va ser adoptat oficialment el 19 de novembre de 1889, quatre dies després de la Proclamació de la República, per substituir la bandera de l'Imperi del Brasil. El concepte fou obra del filòsof i matemàtic Raimundo Teixeira Mendes, amb la col·laboració de Miguel Lemos, Manuel Pereira Reis i Déco Villares.
Amb els anys s'han incrementat els nombre d'estels: 22 el 1960, 23 el 1968 i 27 el 1992, pel que el decret emès el 19 de novembre de 1889 que va substituir legalment la bandera utilitzada sota la monarquia constitucional per la nova bandera nacional s'ha anat modificant per l'increment dels estels.

## Significat de la bandera

Les estrelles de la bandera del Brasil

El cercle central representa el cel sobre Rio de Janeiro a les 8.30 h del matí del 15 de novembre de 1889, la data de la proclamació de la República. Els 27 estels corresponen a les constel·lacions de Procyon (α Canis Minoris), Canis Major, Canopus (α Carinae), Spica (α Virginis), Hydra, Crux, Sigma Octantis (σ Octantis; Estrella del pol sud), Triangulum Australe i Scorpius. Cadascun dels 26 estels representa un estat de la Federació i el 27è estel representa el Districte Federal.
La banda corbada significa la línia de l'Equador, i hi apareix el lema nacional: Ordem e Progresso ('Ordre i Progrés'). El fons verd i el rombe groc representen els recursos forestals i minerals.
La bandera del Brasil només es pot lluir horitzontalment.
Les estrelles que representen els estats del Brasil (excepte Sigma Octantis, que representa el Districte Federal) són:
| Estat               | Estel                       | Constel·lació                  | Mida |
| ------------------- | --------------------------- | ------------------------------ | ---- |
| Amazones            | Proció                      | Canis Minor (Cà Menor)         | 1    |
| Mato Grosso         | Sírius                      | Canis Major (Cà Major)         | 1    |
| Amapá               | Beta Canis Majoris (Murzim) | Canis Major (Cà Major)         | 3    |
| Rondônia            | Muliphen                    | Canis Major (Cà Major)         |      |
| Roraima             | Delta Canis Majoris         | Canis Major (Cà Major)         | 2    |
| Estat de Tocantins  | Èpsilon Canis Majoris       | Canis Major (Can Major)        | 2    |
| Pará                | Spica                       | Verge                          | 1    |
| Piauí               | Antares                     | Scorpius (Escorpio)            | 1    |
| Maranhão            | Graffias                    | Scorpius (Escorpí)             | 3    |
| Ceará               | Epsilon Scorpii             | Scorpius (Escorpí)             | 2    |
| Alagoas             | Theta Scorpii (Sargas)      | Scorpius (Escorpí)             | 2    |
| Sergipe             | Iota Scorpii                | Scorpius (Escorpí)             | 3    |
| Paraíba             | Kappa Scorpii               | Scorpius (Escorpí)             | 3    |
| Rio Grande do Norte | Lambda Scorpii (Shaula)     | Scorpius (Escorpí)             | 2    |
| Pernambuco          | Mu Scorpii                  | Scorpius (Escorpí)             | 3    |
| Mato Grosso do Sul  | Alfa Hydrae (Alphard)       | Hydra (Hidra Mascle)           | 2    |
| Estat d'Acre        | Gamma Hydrae                | Hydra (Hidra Mascle)           | 3    |
| São Paulo           | Acrux                       | Crux (Creu del Sud)            | 1    |
| Rio de Janeiro      | Becrux                      | Crux (Creu del Sud)            | 2    |
| Bahia               | Gacrux                      | Crux (Creu del Sud)            | 2    |
| Minas Gerais        | Delta Crucis                | Crux (Creu del Sud)            | 3    |
| Espírito Santo      | Epsilon Crucis              | Crux (Creu del Sud)            | 4    |
| Rio Grande do Sul   | Alfa Trianguli Australe     | Triangulum Australe (Triàngle) | 2    |
| Santa Catarina      | Beta Trianguli Australe     | Triangulum Australe (Triàngle) | 3    |
| Paranà              | Gamma Trianguli Australe    | Triangulum Australe (Triàngle) | 3    |
| Estat de Goiás      | Alfa Carinae (Canopus)      | Carina (Quilla)                |      |
| Districte Federal   | Sigma Octantis              | Octans                         | 5    |

## Característiques

### Construcció i dimensions

Plantilla per fabricar la bandera.

Les posicions precises dels 27 estels del globus fan que la bandera del Brasil sigui una de les més complicades de reproduir. El disseny oficial està definit per la Llei 8.421 de l'11 de maig de 1992. Per calcular les dimensions, es prendrà com a base l'amplada desitjada, dividint-la en 14 parts iguals. Cadascuna de les parts es considerarà una mesura o mòdul (M). La longitud serà de vint mòduls (20 M).
La distància des dels vèrtexs del rombe groc fins al marc exterior serà d'un mòdul i set dècimes (1,7 M). El cercle blau al mig del rombe groc tindrà un radi de tres mòduls i mig (3,5 M). El centre dels arcs de la banda blanca serà de dos mòduls (2 M) a l'esquerra del punt on l'extensió del diàmetre vertical del cercle es troba amb la base del marc exterior. El radi de l'arc inferior de la banda blanca serà de vuit mòduls (8 M). El radi de l'arc superior de la cinta blanca serà de vuit mòduls i mig (8,5 M). L'amplada de la cinta blanca serà de mig mòdul (0,5 M).
Les lletres de la llegenda Ordre i Progrés s'escriuran en verd. Es col·locaran al mig de la cinta blanca, deixant un espai en blanc igual a sobre i a sota. La lletra "P" estarà per sobre del diàmetre vertical del cercle. Les lletres de la paraula "Ordre" i la paraula "Progrés" tindran una alçada d'un terç de mòdul (0,33 M). L'amplada d'aquestes lletres serà de tres dècimes de mòdul (0,30 M). L'alçada de la lletra de la conjunció "E" serà de tres dècimes de mòdul (0,30 M). L'amplada d'aquesta lletra serà d'un quart de mòdul (0,25 M).
Els estels tindran cinc dimensions: primera, segona, tercera, quarta i cinquena magnitud. S'han de dibuixar dins de cercles els diàmetres dels quals siguin: tres dècimes de mòdul (0,30 M) per a la primera magnitud; un quart de mòdul (0,25 M) per a la segona magnitud; una cinquena part de mòdul (0,20 M) per a la tercera magnitud; una setena part de mòdul (0,14 M) per a la quarta magnitud; i una dècima part de mòdul (0,10 M) per a la cinquena magnitud.

### Lema
La inscripció Ordem e Progresso és una forma abreujada del lema polític positivista escrit pel francès Auguste Comte:
L'amour pour principe et l'ordre pour base; le progrès pour but. (L'amor com a principi i l'ordre com a base; el progrés com a objectiu.)
La Llei 5.700/71, que estableix la forma de la bandera nacional, només determina el color del lema: verd. La inscripció sol estar escrita en una font sense serifa, en caixa alta, amb la conjunció "E" apareixent lleugerament més petita, en versaleta. Aquesta configuració es confirma per l'annex de la Llei 8.421, de l'11 de maig de 1992, que presenta un disseny model per a la bandera nacional.

### Colors
Malgrat moltes especulacions, el decret que originalment va determinar els símbols de la nova nació, signat el 18 de setembre de 1822, no fa especificava res oficial sobre els possibles significats dels colors adoptats. Els experts, però, generalment creuen que el color verd simbolitzava originalment la dinastia Bragança, de la qual Pere I era membre, en referència a l'estendard personal de Pere II de Portugal, mentre que el groc simbolitzava la dinastia dels Habsburg, de la qual Maria Leopoldina d'Àustria n'era membre.
Els colors de la bandera no estan especificats amb precisió en cap document legal. Els colors aproximats es mostren a continuació:
| Model de color | Verd               | Groc              | Blau               | Blanc          |
| -------------- | ------------------ | ----------------- | ------------------ | -------------- |
| CMYK           | 100%, 0%, 100%, 0% | 0%, 13%, 100%, 0% | 100%, 67%, 0%, 54% | 0%, 0%, 0%, 0% |
| RGB            | 0, 156, 59         | 255, 223, 0       | 0, 39, 118         | 255, 255, 255  |
| HTML           | 009C3B             | FFDF00            | 002776             | FFFFFF         |

### Proposta de canvi del disseny

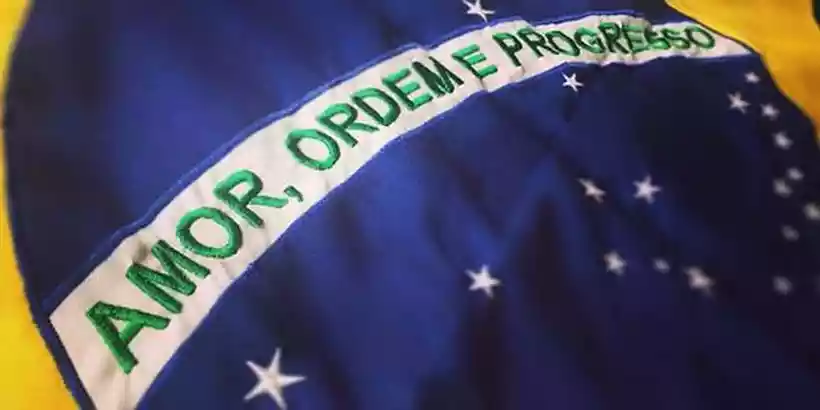
Proposta de canvi del lema amb l'afegit de la paraula "Amor".

El 2021, el moviment "Amor na Bandeira" va proposar actualitzar el lema de la bandera de "Ordem e Progresso" a "Amor, Ordem e Progresso" (Amor, Ordre i Progrés), en al·lusió al lema del filòsof francès August Comte, que va inspirar-lo. Un dels principals impulsors del moviment va ser el polític Eduardo Suplicy, que anteriorment havia donat suport al projecte de llei PL 2179/2003 del diputat Chico Alencar, que tenia el mateix objectiu. Aquest projecte de llei del 2003 també pretenia canviar l'expressió de la bandera brasilera a "Amor, Ordem e Progresso".

## Banderes històriques

Regne Unit de Portugal, el Brasil i l'Algarve (1815-1825)
Regne del Brasil (18 de setembre - 1 de desembre 1822)
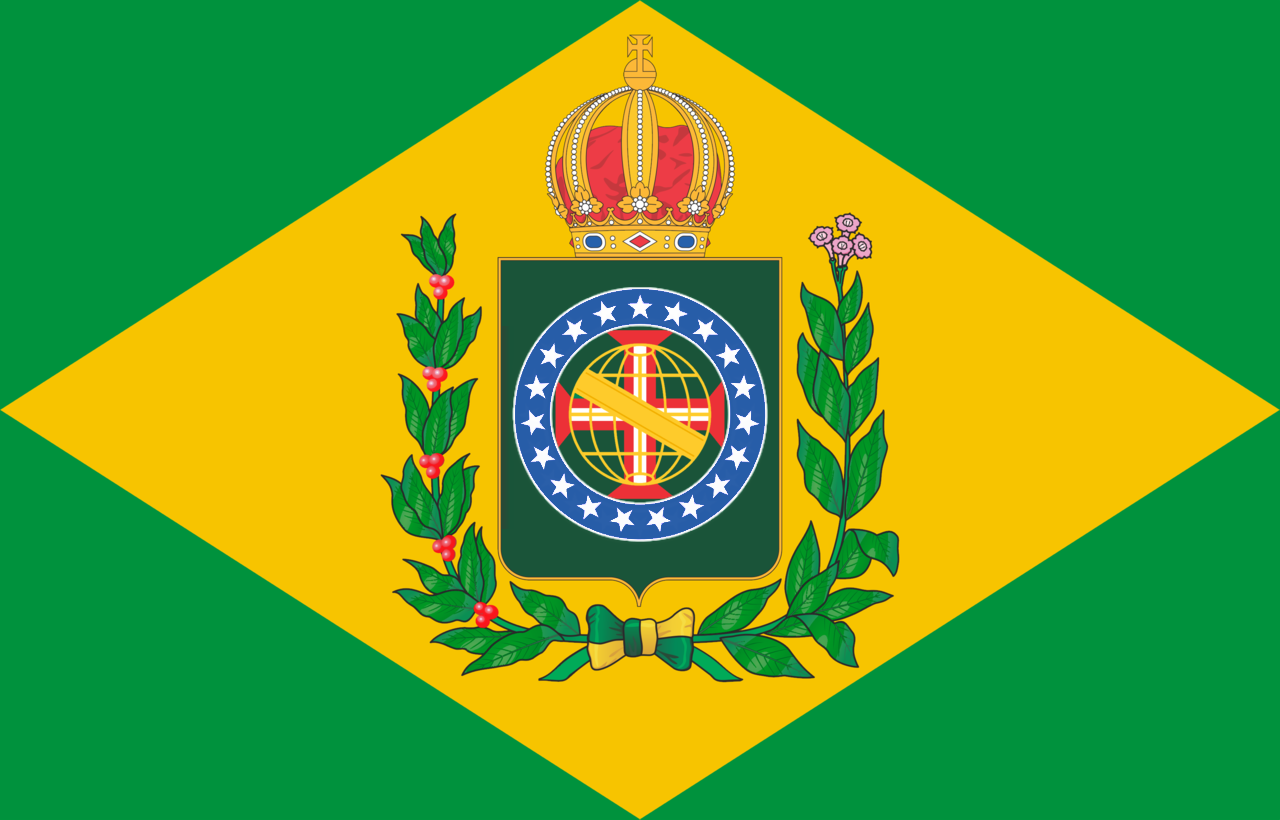
Primera bandera de l'Imperi del Brasil amb 19 estels (1822–1853)
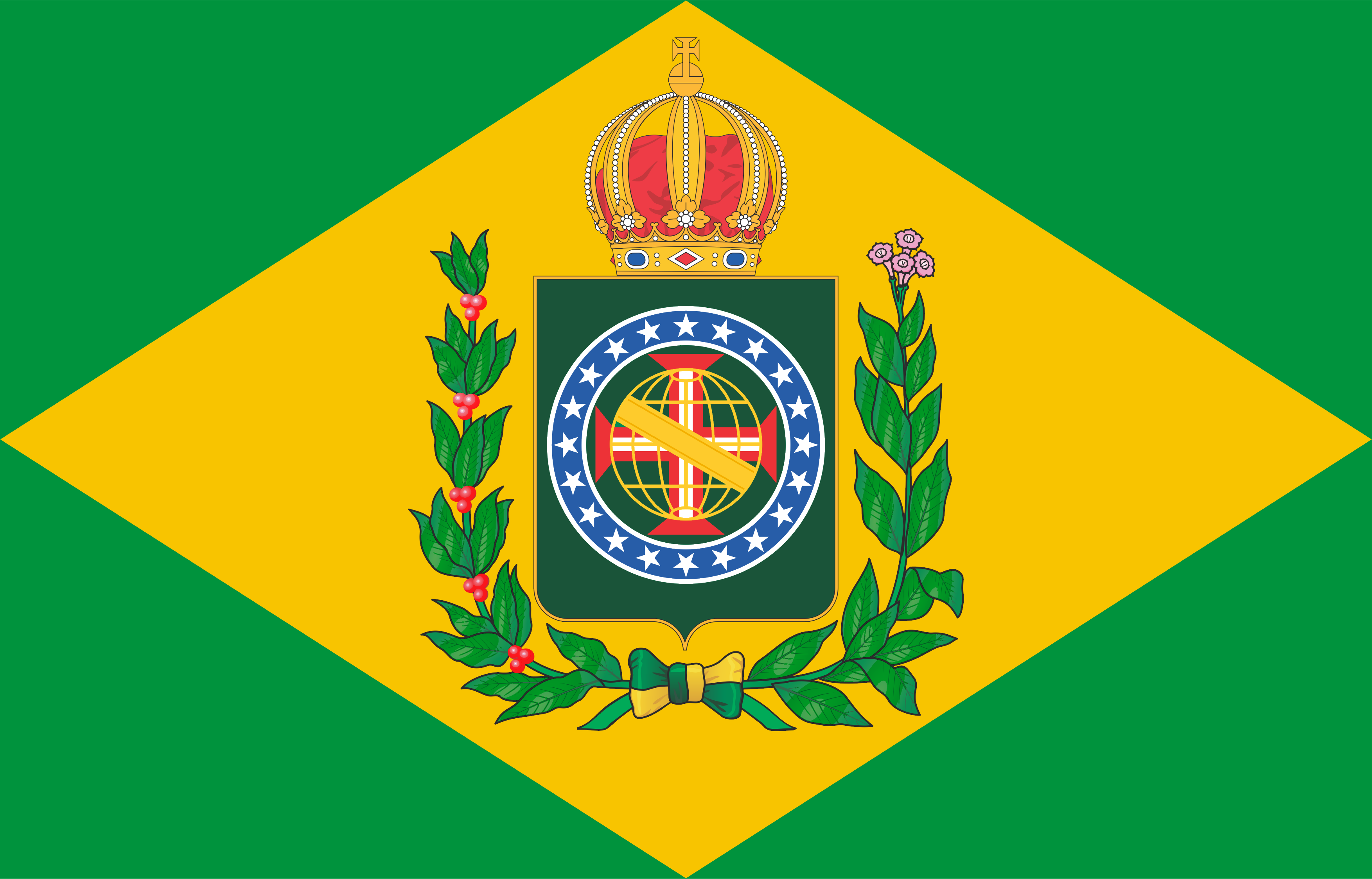
Segona bandera de l'Imperi del Brasil amb 20 estels (1853–1889)
Bandera provisional de la República dels Estats Units del Brasil (15–19 novembre 1889)
Bandera de la República del Brasil amb 21 estels (1889–1960)
Segona versió amb 21 estels (1960–1968)
Bandera de la República Federal del Brasil amb 23 estels (1968–1992)

## Banderes estatals

Bandera de Bahia
Bandera de Ceará
Bandera del Districte Federal
Bandera de Espírito Santo
Bandera de l'Estat de Goiás
Bandera de Maranhão
Bandera de Mato Grosso
Bandera de Mato Grosso do Sul
Bandera de Minas Gerais
Bandera de Pará
Bandera de Paraíba
Bandera de Paraná
Bandera de Pernambuco
Bandera de Piauí
Bandera de Rio Grande do Norte
Bandera de Rio Grande do Sul
Bandera de Rondônia
Bandera de Roraima
Bandera de Santa Catarina
Bandera de São Paulo
Bandera de Sergipe
Bandera de l'Estat de Tocantins